# Melitaea demaculata
Melitaea demaculata är en fjärilsart som beskrevs av Bramson 1910. Melitaea demaculata ingår i släktet Melitaea och familjen praktfjärilar. Inga underarter finns listade i Catalogue of Life.